# Gram Vikas
Gram Vikas est une ONG indienne. Cette organisation a  pour objectif d'améliorer durablement la qualité de vie des populations rurales, défavorisées et marginalisées. Son siège se trouve à Mohuda, dans l'état de l'Orissa.

## Création et historique
En 1971, à la suite de la guerre d'indépendance au Bangladesh, Joe Madiath mobilise 400 volontaires de  l'université de Madras, appartenant au Mouvement des Jeunes Étudiants - le Développement pour créer des camps d'accueil à l'ouest du Bengal. Réalisant que l'État d'Orissa est délaissé par les autorités et témoins de la dévastation du cyclone, survenu la même année, Madiath et un groupe d'une quarantaine de volontaires aide les villageois à assurer l'irrigation de leurs terres.
Le groupe décide que la meilleure façon d'aider les victimes du cyclone est de fournir des installations d'irrigation. Une fois que ces efforts ont été réalisés, le groupe a remis les installations aux villageois et à gauche. Mais Madiath et un petit groupe de bénévoles YSMD venus à la conclusion que les installations d'irrigation ont bénéficié principalement les propriétaires, et ont décidé de rester dans l'Orissa à devenir des activistes sociaux.
Gram Vikas fut créée le 22 janvier 1979 par Joe Madiath, elle est principalement impliquée dans certains États au centre et à l'Est de l'Inde; Orissa, Jharkhand, Madhya Pradesh et Andhra Pradesh.

## Principes et objectifs
Depuis sa création, Gram Vikas intervient dans différents domaines, incluant les causes suivantes, :
- les énergies renouvelables
- les centrales microhydrauliques
- la promotion du biogaz
- la sylviculture communautaire
- développement de l'habitat rural,
- gestion des ressources naturelles
- sécurité alimentaire
- l'éducation

Gram Vikas exige également que tous les villageois, quelle que soit la situation économique, sociale, ou de caste, reçoivent les mêmes types de toilettes et salles de bain. En outre, l'ensemble de la communauté doit être impliquée dans la planification, la construction, le suivi et la maintenance du système. Enfin, Gram Vikas promeut l'égalité des sexes en tant que partie intégrante de leurs programmes.
En mars 2011, Gram Vikas accompagne 1089 villages avoir accès à l'eau potable et l'assainissement, pour une population de 298 000 habitants.

## Récompenses
Les actions de Gram Vikas furent distinguées par de nombreux prix internationaux :

### Attribuées à Gram Vikas
- 1995-1996 : Gagnant du Prix Alan Shawn Feinstein World Hunger Award.
- 2003 : Décerné au World Habitat Award.
- 2006 : Récompense du Lauréat Grand prix mondial de l’eau de Kyoto, à l’occasion du 4e Forum mondial de l’eau.
- 2006 : Sélectionné au Dubai International Award.
- 2007 : Gagnant du Prix Skoll Awards for Social Entrepreneurship, ex æquo avec 9 autres organisations.
- 2009-2010 : Gagnant de l'UNESCO Water Digest Best Water NGO Award.
- 2012 : Attribution du Grand prix Global+5.
- 2013 : 25e meilleure ONG du Monde selon The Global Journal.
- 2013 : Gagnant du Prix STARS Impact Award.

### Attribuées à Joe Madiath
- 2005 : récompense du prix Godfrey Phillips National Bravery.
- 2009 : gagnant du prix Lok Samman.